# Cyrtomium luctuosum
Cyrtomium luctuosum är en träjonväxtart som beskrevs av Jacobus Petrus Roux.
Cyrtomium luctuosum ingår i släktet Cyrtomium och familjen Dryopteridaceae. Inga underarter finns listade i Catalogue of Life.